# Comuna Melnîkivți, Nemîriv
Melnîkivți (în ucraineană Мельниківці) este o comună în raionul Nemîriv, regiunea Vinnița, Ucraina, formată din satele Cervone și Melnîkivți (reședința).

## Demografie
Componența lingvistică a satului Melnîkivți
     Ucraineană (99,13%)
     Alte limbi (0,7%)
Conform recensământului din 2001, majoritatea populației satului Melnîkivți era vorbitoare de ucraineană (99,13%), existând în minoritate și vorbitori de alte limbi.